# David Cubitt
David Cubitt, född 18 mars 1965 i England, är en kanadensisk skådespelare. Cubitt är född i England men flyttade med sina föräldrar till Vancouver, British Columbia i Kanada när han var sex månader gammal.  Mellan 2005 och 2011 spelade han rollen som polisen Lee Scanlon i TV-serien Medium.

## Filmografi i urval
- 1987 - 21 Jump Street
- 1991 - Run
- 1993 - Alive
- 1996 - 1998 Traders (TV-serie)
- 2000 - The Perfect Son
- 2001 - Ali
- 2003 - Finding John Christmas
- 2005 - 2011 - Medium (TV-serie)
- 2017 – Once Upon a Time (TV-serie)